# 第6回先進国首脳会議
1980年における参加各国のGDPの世界全体（1111億4760米ドル、不明除く）に対する割合（現在価値換算、IMF2016年10月版）
第6回先進国首脳会議（だい6かい せんしんこく しゅのうかいぎ）は1980年6月22日から23日までイタリアのヴェネツィアで開催された先進国首脳会議。通称：ヴェネチア・サミット（ベネチア・サミット、ベニス・サミット）。

## 概要
開催10日前に大平正芳総理大臣が史上初の衆参同日選挙の選挙戦の最中に倒れ急死したため、日本は大来佐武郎外務大臣が大平の代理として首脳会議に出席、急遽同行させることになった佐々木義武通商産業大臣を大来の代理として外相会議に出席させた。首脳会議はまず大平に対する黙祷という幕開けで始まり、海の向うで衆参同日選挙の結果与党自民党が大勝したことが伝わると、翌日の全体会議では留守中にもかかわらず無事再選を果たした竹下登大蔵大臣と佐々木通産大臣が祝福をうけるという、異例ずくめの展開となった。

## 出席首脳
サミットに参加した首脳は以下の通り:

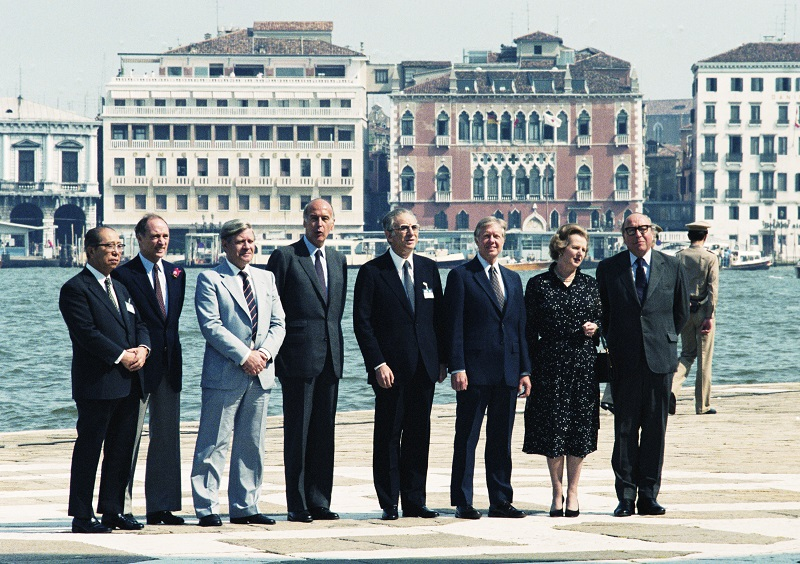
首脳の集合写真

- フランチェスコ・コシガ（議長・イタリア首相）
- ヴァレリー・ジスカール・デスタン（フランス共和国大統領）
- ジミー・カーター（アメリカ合衆国大統領）
- マーガレット・サッチャー（イギリス首相）
- ヘルムート・シュミット（西ドイツ首相）
- 大来佐武郎（日本国外相）
- ピエール・トルドー（カナダ首相）
- ロイ・ジェンキンス（欧州委員会委員長）

## 首脳肖像

### G7コアメンバー

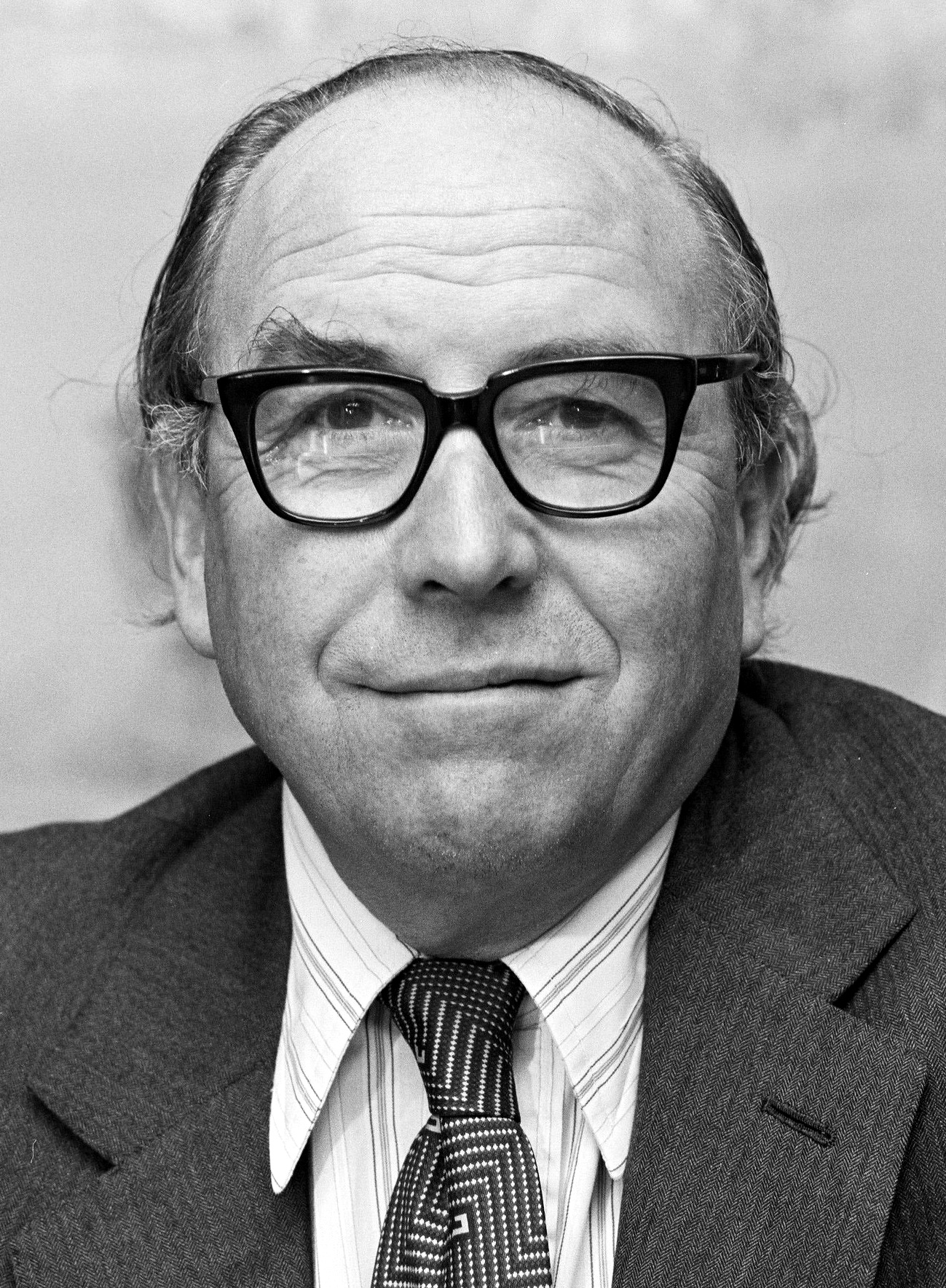
欧州連合 ロイ ジェンキンス, 欧州委員会委員長

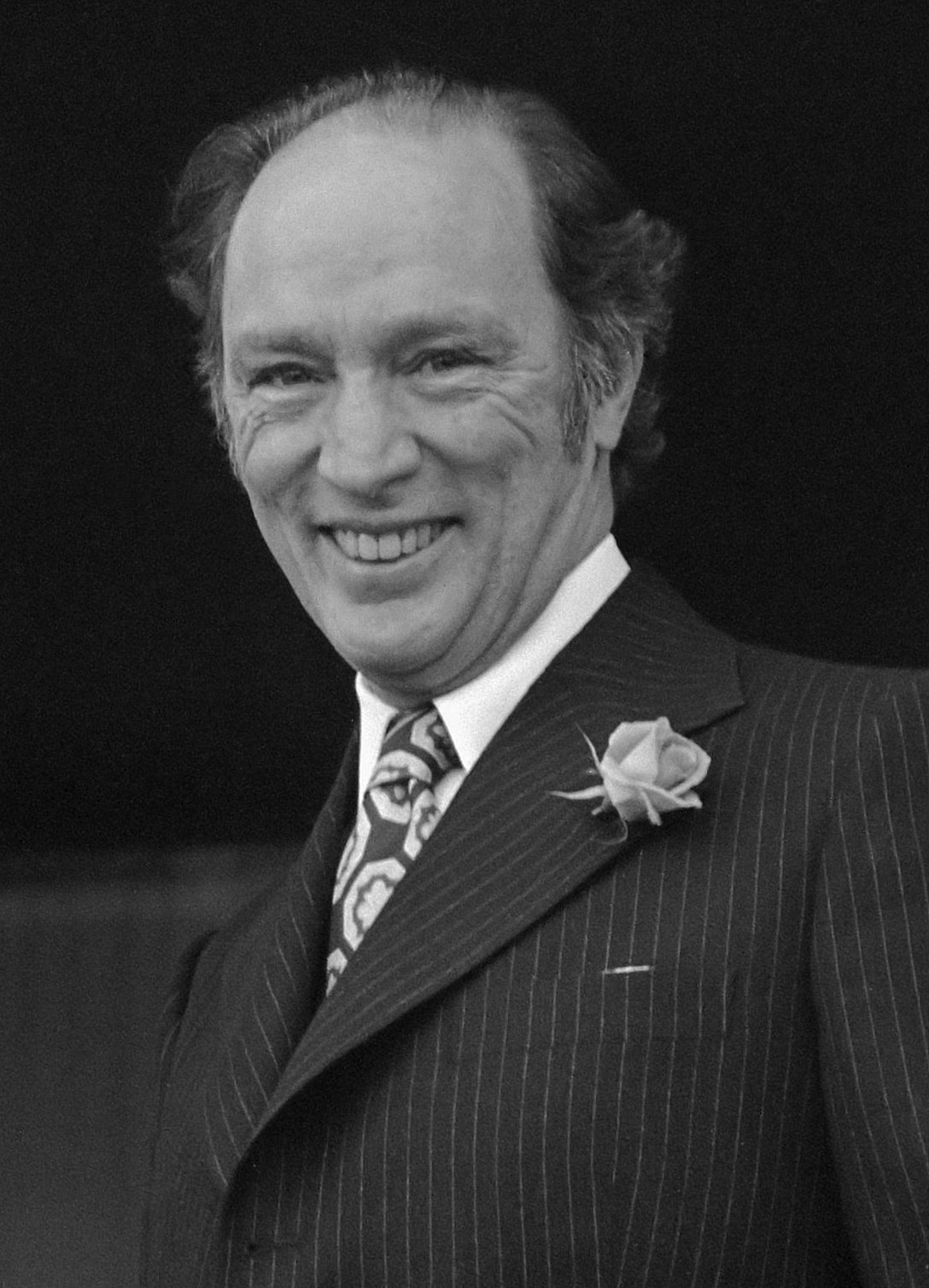
カナダ ピエール トルドー, カナダ首相
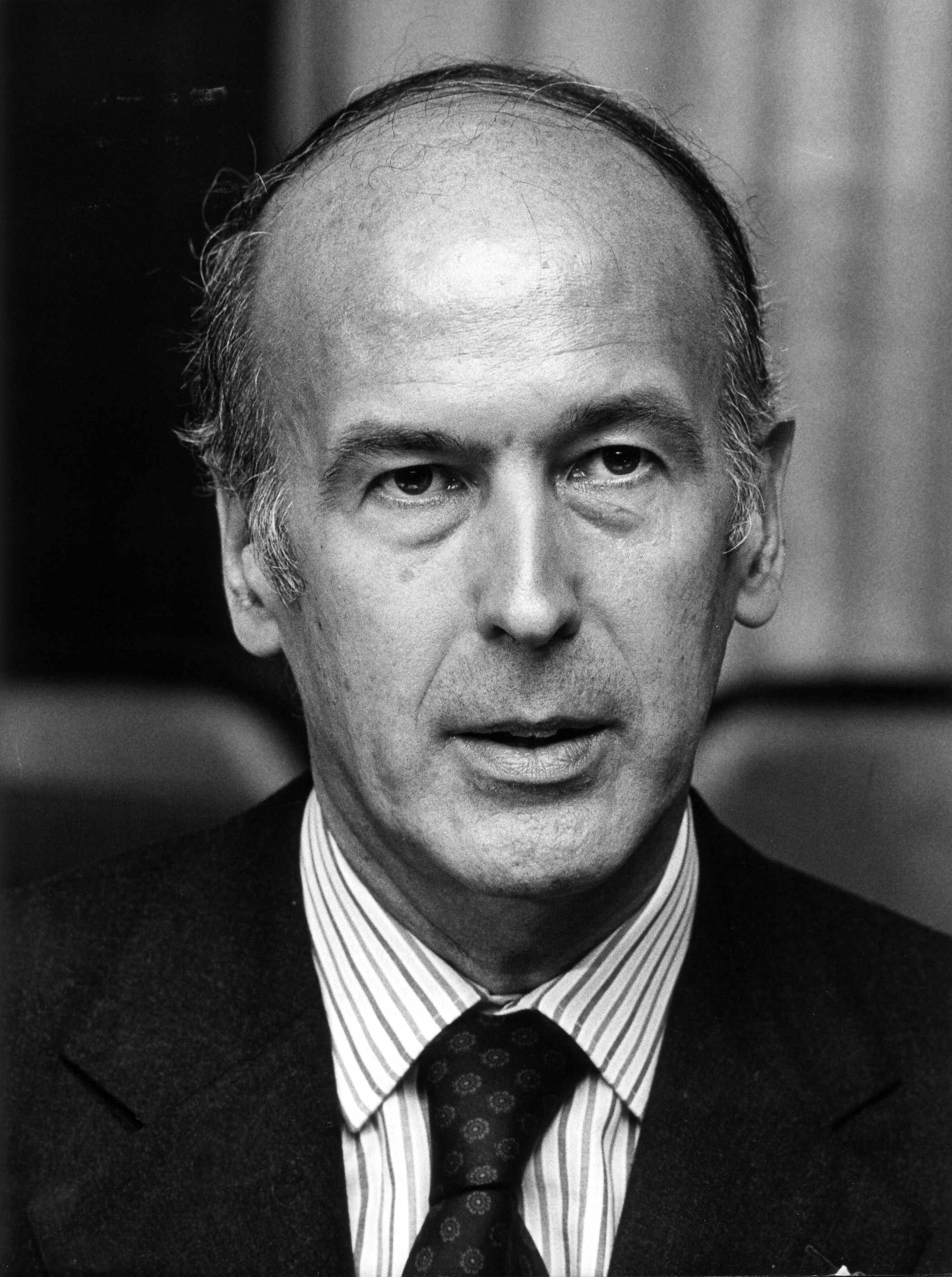
フランス ヴァレリー ジスカール デスタン, フランス大統領
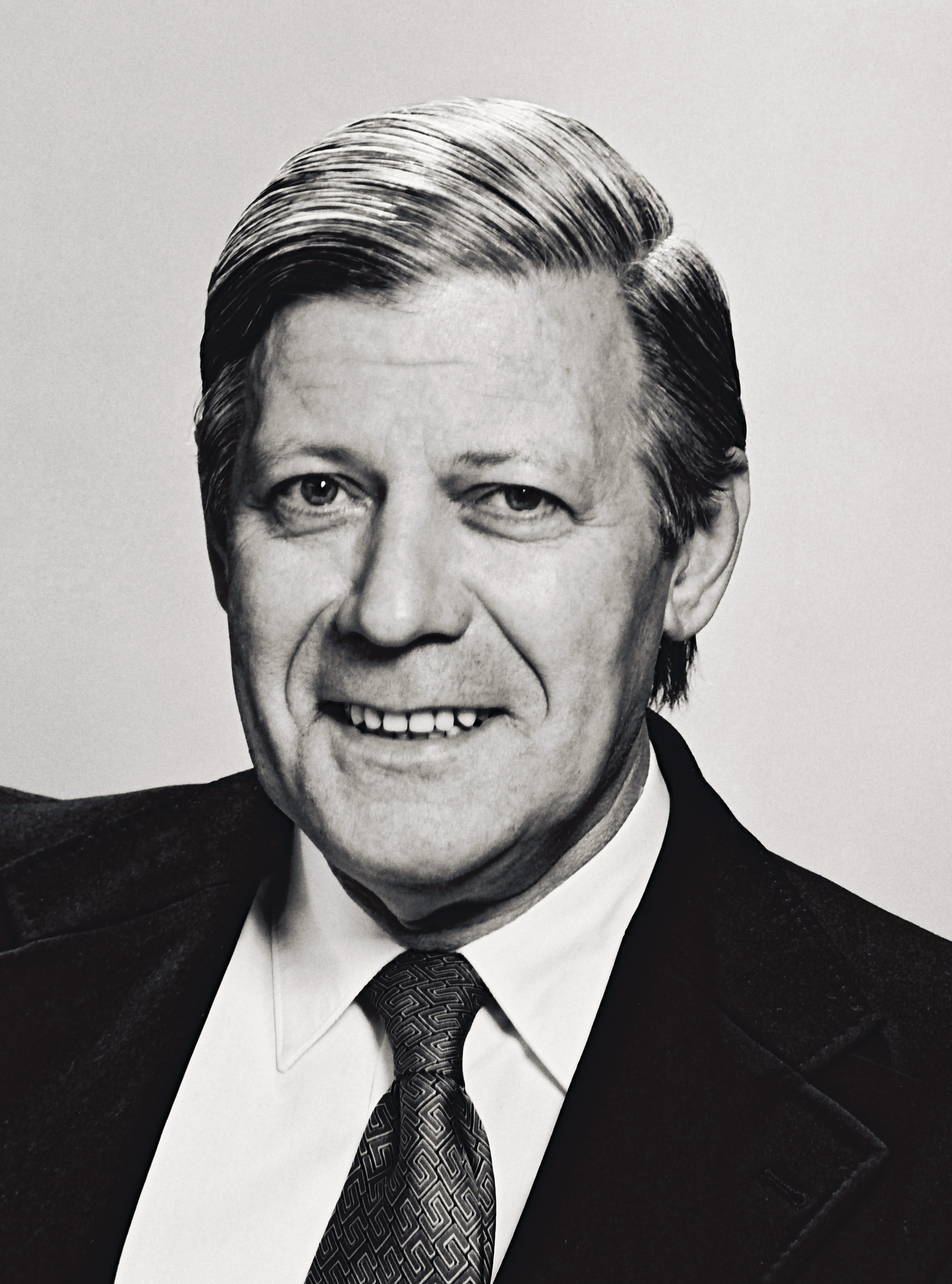
西ドイツ ヘイルムート シュミット, ドイツ首相
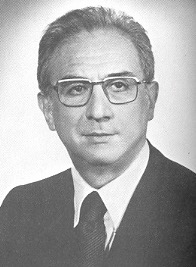
イタリア フランチェスコ コシガ, イタリア首相 (ホスト)
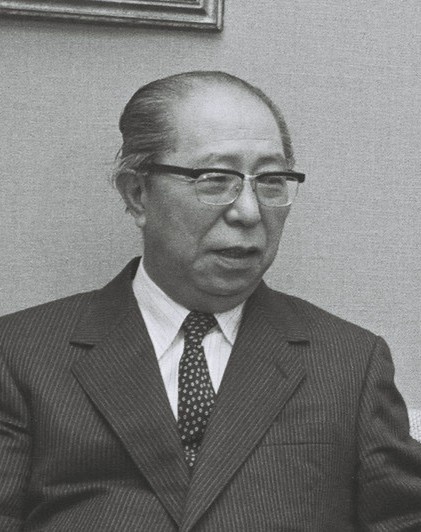
日本国 大来佐武郎, 外務大臣（内閣総理大臣代行）
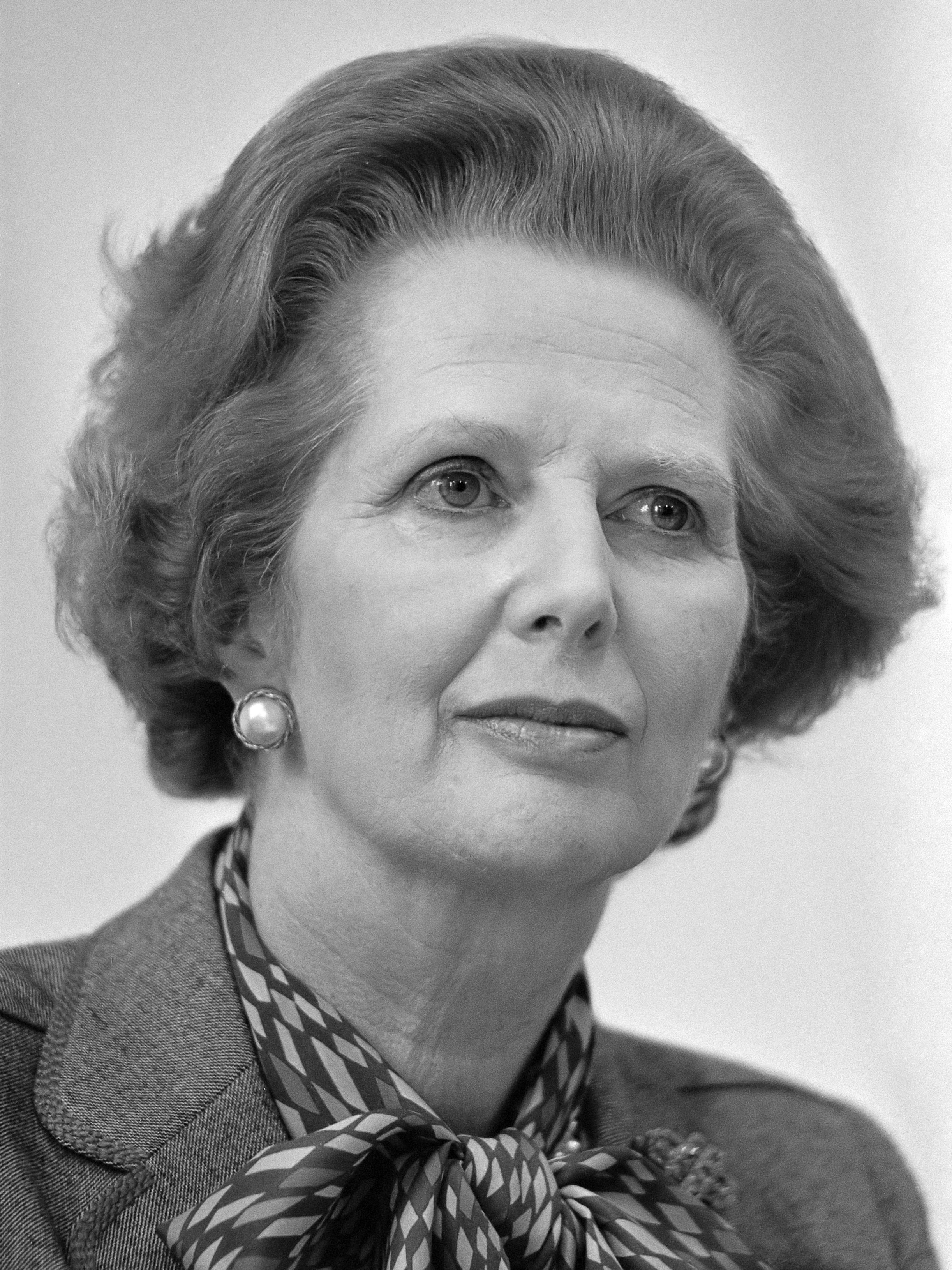
英国 マーガレット サッチャー, 英国首相
米国 ジミー カーター, 合衆国大統領

- 欧州連合
ロイ ジェンキンス,
欧州委員会委員長